# 桓公 (曹)
桓公（かんこう）は、春秋時代の曹の第12代の君主（在位:前757年 - 前702年）。姓は姫、名は終生、または終湦。穆公の子として生まれた。穆公の後をうけて曹国の君主となった。在位55年。荘公の父 。